# Saint-Jean-d'Illac
Saint-Jean-d'Illac är en kommun i departementet Gironde i regionen Nouvelle-Aquitaine i sydvästra Frankrike. Kommunen ligger i kantonen Mérignac 2e Canton som tillhör arrondissementet Bordeaux. År 2022 hade Saint-Jean-d'Illac 9 702 invånare.

## Befolkningsutveckling
Antalet invånare i kommunen Saint-Jean-d'Illac
Referens:INSEE